# Вормолд, Кенни
Ке́ннет «Ке́нни» Во́рмолд (англ. Kenneth «Kenny» Wormald; 27 июля 1984, Бостон, Массачусетс, США) — американский танцор и актёр. Наиболее известен по роли Рена Маккормака в фильме «Свободные». В 2007 году участвовал в танцевальном реалити-шоу «Dancelife», выходивший на канале MTV.

## Ранняя жизнь
Вормолд родился 27 июля 1984 года, в Бостоне, штат Массачусетс, а вырос в городе Стоутон, Массачусетс, где окончил Старшую школу Стоутон. У него есть два брата, Ли и Дилан. Кенни переехал в Лос-Анджелес сразу, после окончания средней школы.

## Актерская карьера
В 2004 году появился в фильме «Танцы улиц», где сыграл маленькую роль танцора. В 2008 году получил главную роль в фильме «Авансцена 2», который получил негативные отзывы от критиков.
В июне 2010 года, Paramount Pictures объявило, что он был выбран на главную роль в танцевальной драме «Свободные». На роль пробовались такие актёры как Зак Эфрон и Чейс Кроуфорд, но вскоре роль отдали Кенни. Фильм был выпущен 14 октября 2011 году и получил в основном положительные отзывы от критиков.
В 2012 году снялся в веб-сериале «Massholes». В 2013 году получил главную роль в фильме «Малыш-каннабис». В том же году сыграл роль Пита Коллинза в фильме «Любовь, секс и Лос-Анджелес». В 2014 году снялся в фильме «Жизнь». В том же году получил роль Вито Тортано в триллере «Знает только Бог». Также, сыграл роль Рэя в фильме «Моника».
В 2014 году снялся в короткометражном фильме «Instagram: A Caption Story», который был выпущен на YouTube 3 февраля 2015 года. В том же году снялся в фильме «Любовь и милосердие», где сыграл музыканта Денниса Уилсона. В 2015 снялся в фильме ужасов «Девушка на фотографиях» в роли Криса. Он появился в клипе Майка Стада «After Hours», где также выступил и в роли режиссёра. В 2016 года снялся в продолжении фильма «Авансцена 2» — «Center Stage: On Pointe».
В 2017 году сыграл роль Джуниора Бёрнсайда в фильме ужасов «Счастливой охоты».

## Танцевальная карьера
Он начал танцевать в возрасте шести лет. В 13 лет он выиграл в конкурсе «Master Dance of New England». Спустя год, в 15 лет, победил в конкурсе «Teen Dancer of Boston». В 1996 году Вормолд был выбран, чтобы танцевать для президента Билла Клинтона в Белом доме, в рамках ежегодного празднования Пасхи. В 2002 году он выиграл золотую медаль в чемпионате мира по танцам в городе Риза, Германия. Он появился в клипах Мадонны, Мэрайи Кэри, Криса Брауна, Кристины Агилеры, Нелли Фуртадо, БоА и Джоджо. Вормолд был также в составе танцевальной команды в туре Джастина Тимберлейка, а также в туре группы The Pussycat Dolls.
В декабре 2006 года стало известно, что он присоединится в реалити-шоу «Dancelife», созданное Дженнифер Лопес. Сериал повествует о семи танцорах, которые хотят пробиться в мир Голливуда.

## Туры
- Джастин Тимберлейк — FutureSex / LoveShow (2007)
- The Pussycat Dolls — Doll Domination Tour (2009)

## Фильмография
| Год  |     | Русское название            | Оригинальное название              | Роль             |
| ---- | --- | --------------------------- | ---------------------------------- | ---------------- |
| 2004 | ф   | Танцы улиц                  | You Got Served                     | танцор           |
| 2006 | ф   | Клерки 2                    | Clerks II                          | танцор           |
| 2006 | ф   | Придурки                    | Jackass Number Two                 | танцор           |
| 2008 | ф   | Авансцена 2                 | Center Stage: Turn It Up           | Томми Андерсон   |
| 2011 | ф   | Свободные                   | Footloose                          | Рен Маккормак    |
| 2013 | кор |                             | That's So Relatable: Soon or Later | Шон              |
| 2013 | ф   | Любовь, секс и Лос-Анджелес | Cavemen                            | Пит Коллинз      |
| 2014 | ф   | Малыш-каннабис              | Kid Cannabis                       | Тофер            |
| 2014 | ф   | Жизнь                       | The Living                         | Гордон           |
| 2014 | ф   | Моника                      | Lap Dance                          | Рэй              |
| 2014 | ф   | Знает только Бог            | By the Gun                         | Вито Тортано     |
| 2015 | кор |                             | Instagram: A Caption Story         | Стюарт           |
| 2015 | ф   | Любовь и милосердие         | Love & Mercy                       | Деннис Уилсон    |
| 2015 | ф   | Девушка на фотографиях      | The Girl in the Photographs        | Крис             |
| 2016 | тф  | Балет. Жизнь на пуантах     | Center Stage: On Pointe            | Томми Андерсон   |
| 2016 | ф   | Лапочка 3                   | Honey 3: Dare to Dance             | Эрик Уайлдвуд    |
| 2016 | ф   | Счастливой охоты            | Happy Hunting                      | Джуниор Бернсайд |
| 2016 | с   | Бойтесь ходячих мертвецов   | Fear the Walking Dead              | Дерек            |
| 2017 | ф   | Эй, брат                    | High Low Forty                     | Трэвис           |
| 2022 | ф   | Заговор в Голливуде         | Gasoline Alley                     | Дэннис Бурк      |